# تویوتا آیگو
تویوتا آیگو (به انگلیسی: Toyota Aygo) خودرویی است که از سال ۲۰۰۵ تاکنون توسط شرکت تویوتا پژو سیتروئن اتومبیل چک در جمهوری چک تولید شده‌است.
این خودرو در کلاس خودرو شهری است. طول نسل اول آن در حالت طبیعی ۳٬۴۰۵ میلیمتر (۱۳۴٫۱ اینچ)، عرض نسل اول آن در حالت طبیعی ۱٬۶۱۵ میلیمتر (۶۳٫۶ اینچ)، ارتفاع نسل اول آن در حالت طبیعی ۱٬۴۶۵ میلیمتر (۵۷٫۷ اینچ) و وزن نسل اول آن در حالت طبیعی ۸۹۰ کیلوگرم (۱٬۹۶۲ پوند) است. سه خودروی پژو ۱۰۷، پژو ۱۰۸ و سیتروئن سی۱ برمبنای تویوتا آیگو تولید می‌شوند و هم‌زمان با این خودرو رونمایی شدند. هر چهار خودرو دریک کارخانه و بر اساس یک پلت فرم و با قطعات یکسان تولید می‌شدند و تفاوت آن‌ها به شکل ظاهریشان محدود می‌گردد. در سال ۲۰۱۴ تویوتا از نسل دوم این خودرو معرفی کرد که فاصله بین دو محورش ۲٬۳۴۰ میلی‌متر بود. طول نسل دوم نیز ۳٬۴۶۰ میلی‌متر، عرض نسل دوم نیز ۱٬۶۲۰ میلی‌متر، ارتفاع نسل دوم نیز ۱٬۴۶۰ میلی‌متر و در نهایت وزن نسل دوم نیز ۸۴۰ کیلوگرم است.

## ایمنی
از آنجاییکه خودروهای پژو ۱۰۷، پژو ۱۰۸، سیتروئن سی۱ و تویوتا آیگو کاملاً یکسان هستند، مؤسسه یورو ان‌سی‌ای‌پی نتایج حاصل از تست هریک را به بقیه خودروها نیز تعمیم داده‌است. از این رو، سیتروئن سی۱ به عنوان نماینده تمامی این خودروها در سال ۲۰۰۵ و تویوتا آیگو به عنوان نماینده تمام این خودروها در سال ۲۰۱۲ و ۲۰۱۴ مورد تست تصادف این مؤسسه قرار گرفتند.
| نتایج تست سال ۲۰۰۵  |         |
| حفاظت از سرنشینان   | ۴ ستاره |
| ایمنی کودک          | ۴ ستاره |
| حفاظت از عابر پیاده | ۲ ستاره |

| نتایج تست سال ۲۰۱۲                          |     |
| امتیاز مجموع کسب شده از مؤسسه یورو ان‌سی‌ای‌پی |     |
| حفاظت از سرنشینان                           | ۶۸٪ |
| ایمنی کودک                                  | ۷۳٪ |
| حفاظت از عابر پیاده                         | ۵۳٪ |
| ایمنی فعال                                  | ۷۱٪ |

| نتایج تست سال ۲۰۱۴                          |     |
| امتیاز مجموع کسب شده از مؤسسه یورو ان‌سی‌ای‌پی |     |
| حفاظت از سرنشینان                           | ۸۰٪ |
| ایمنی کودک                                  | ۸۰٪ |
| حفاظت از عابر پیاده                         | ۶۲٪ |
| ایمنی فعال                                  | ۵۶٪ |

## نگارخانه

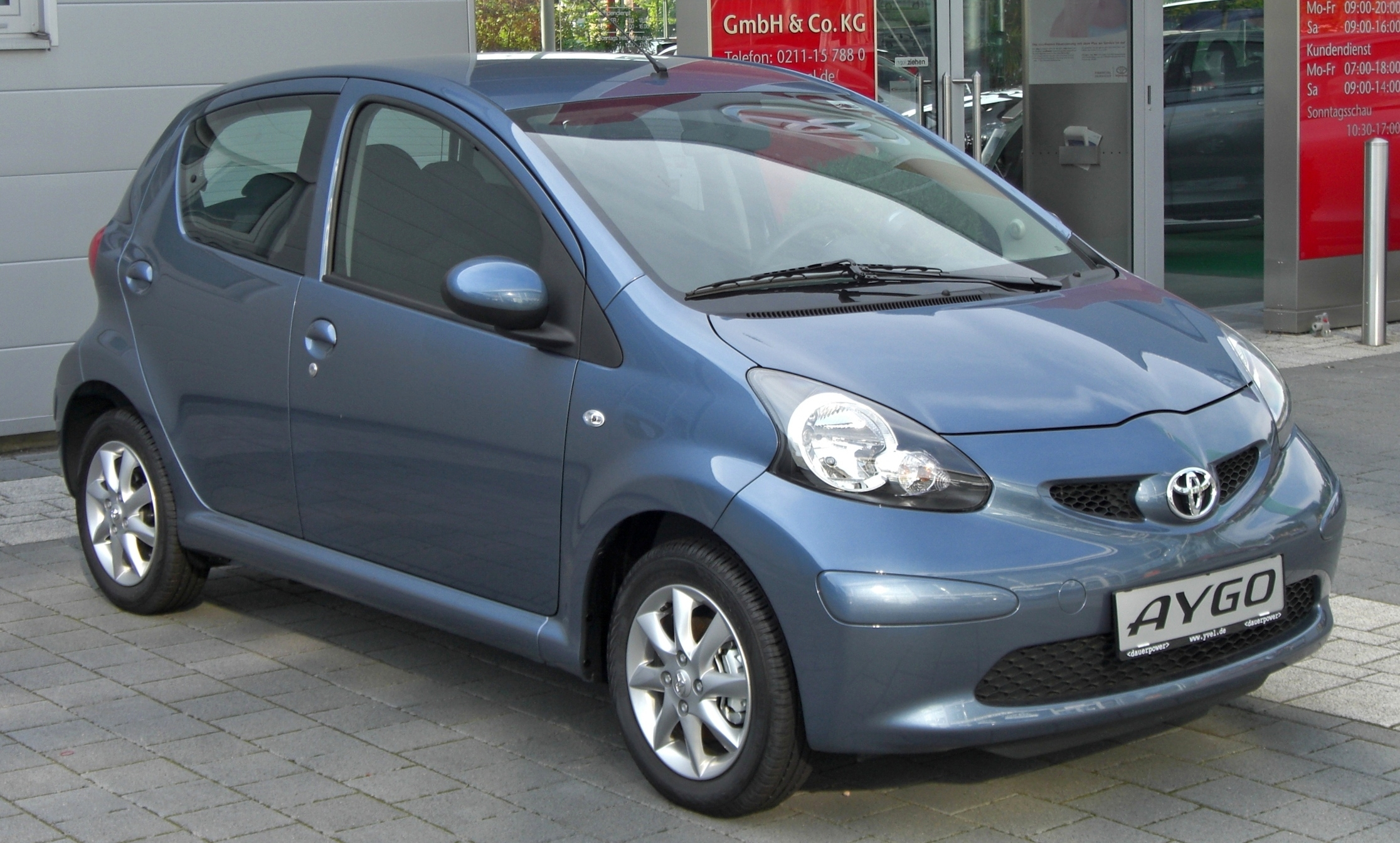
تویوتا آیگو نسل اول، فاز یک
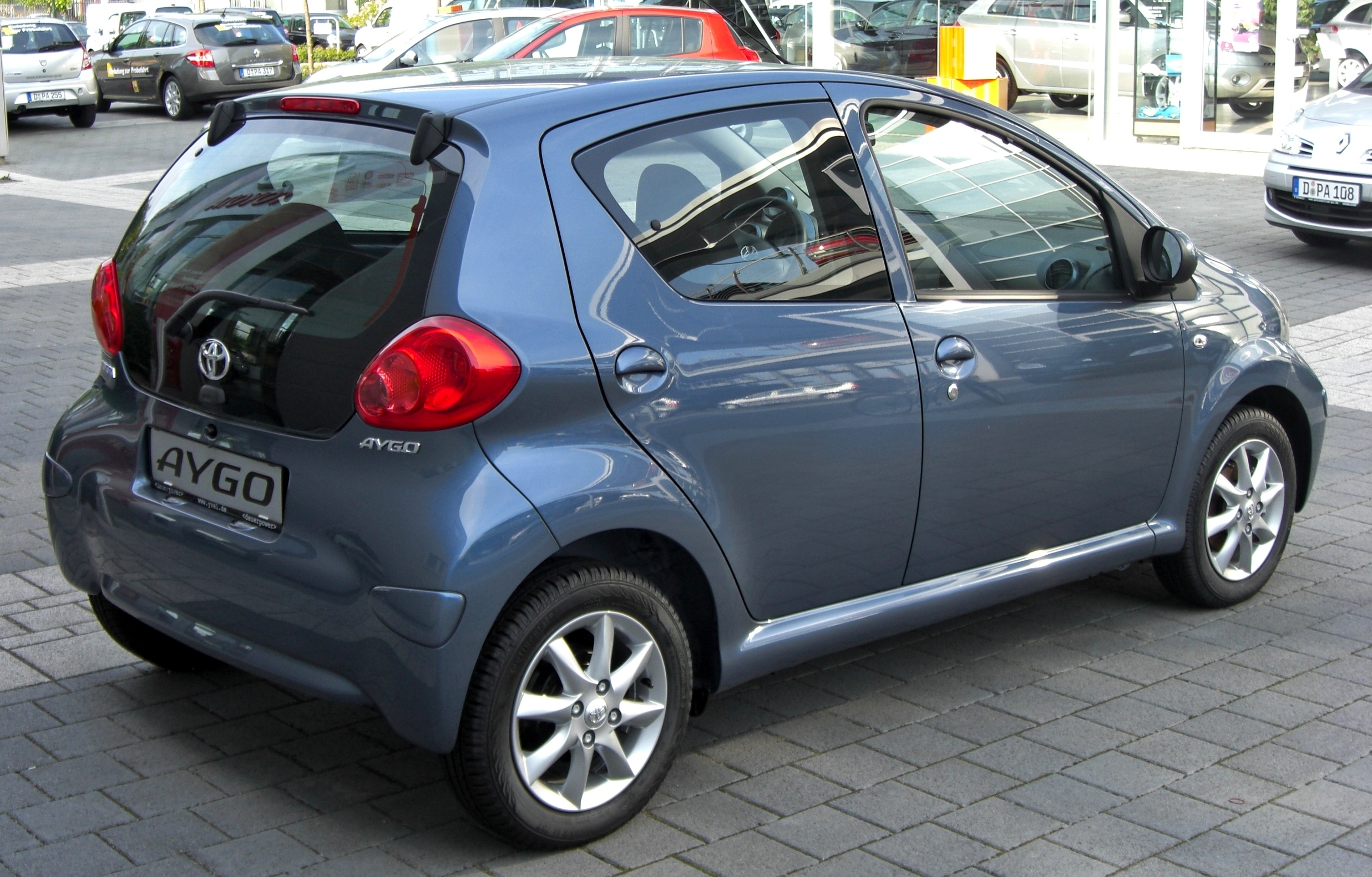
تویوتا آیگو نسل اول، فاز یک
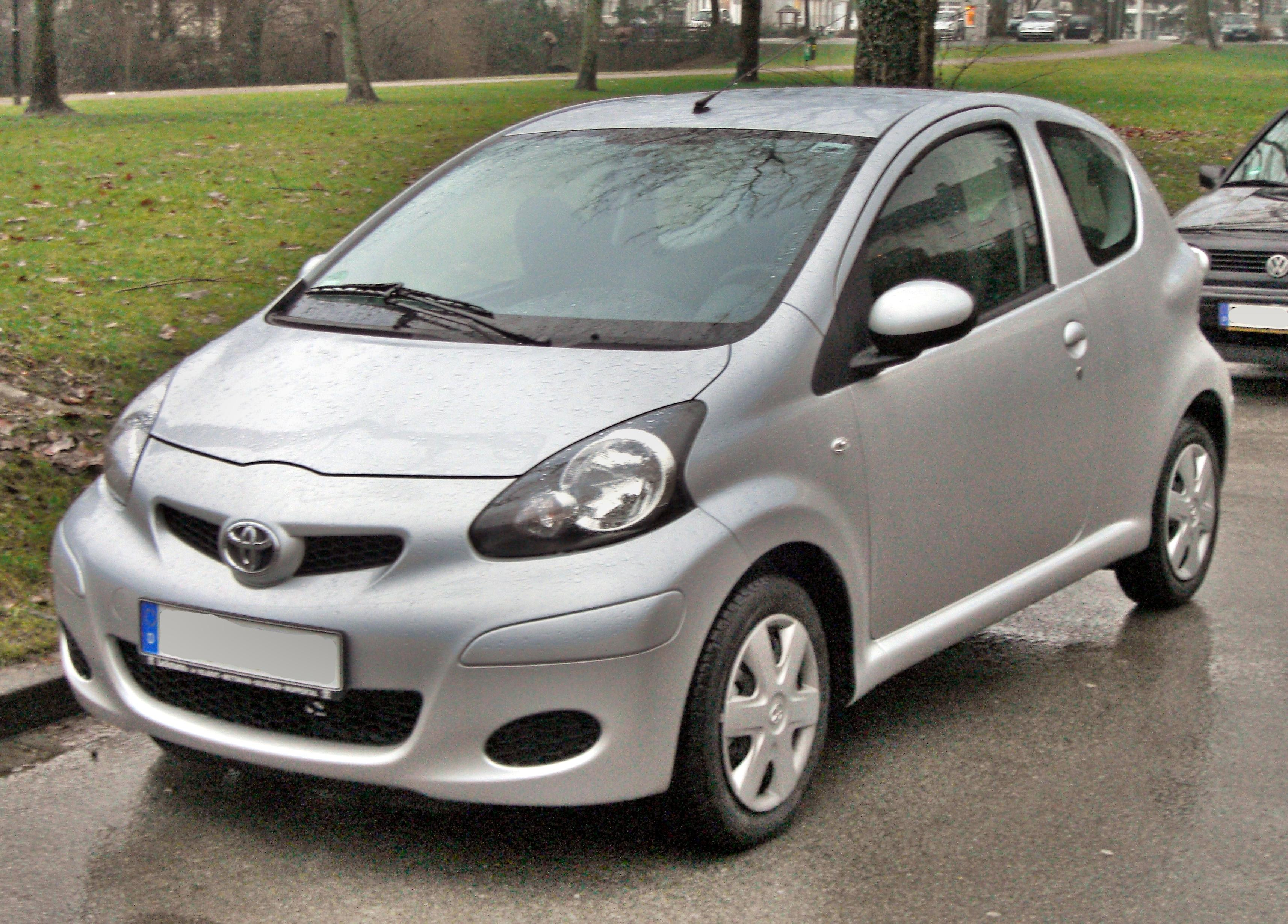
تویوتا آیگو نسل اول، فاز دو
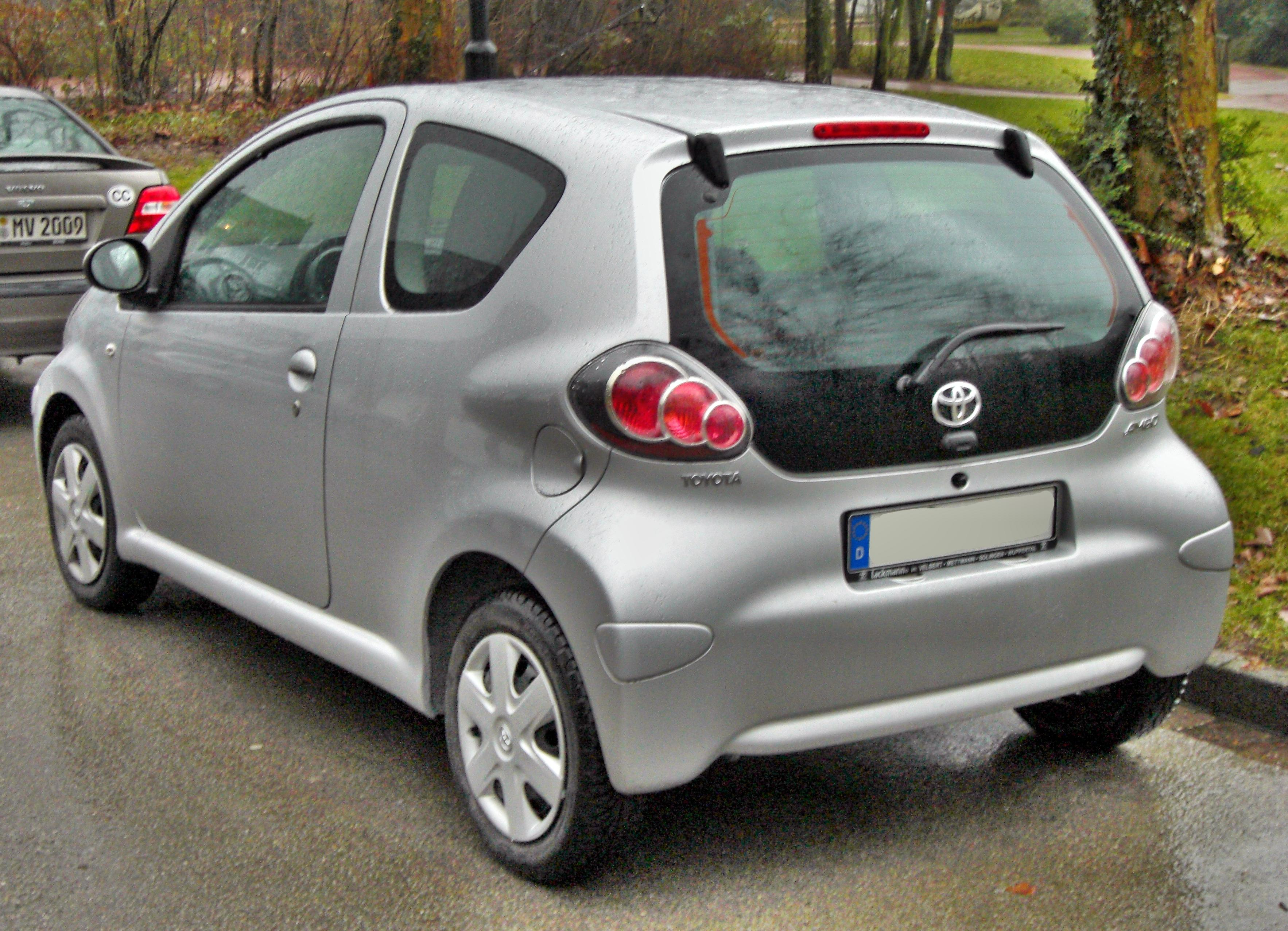
تویوتا آیگو نسل اول، فاز دو
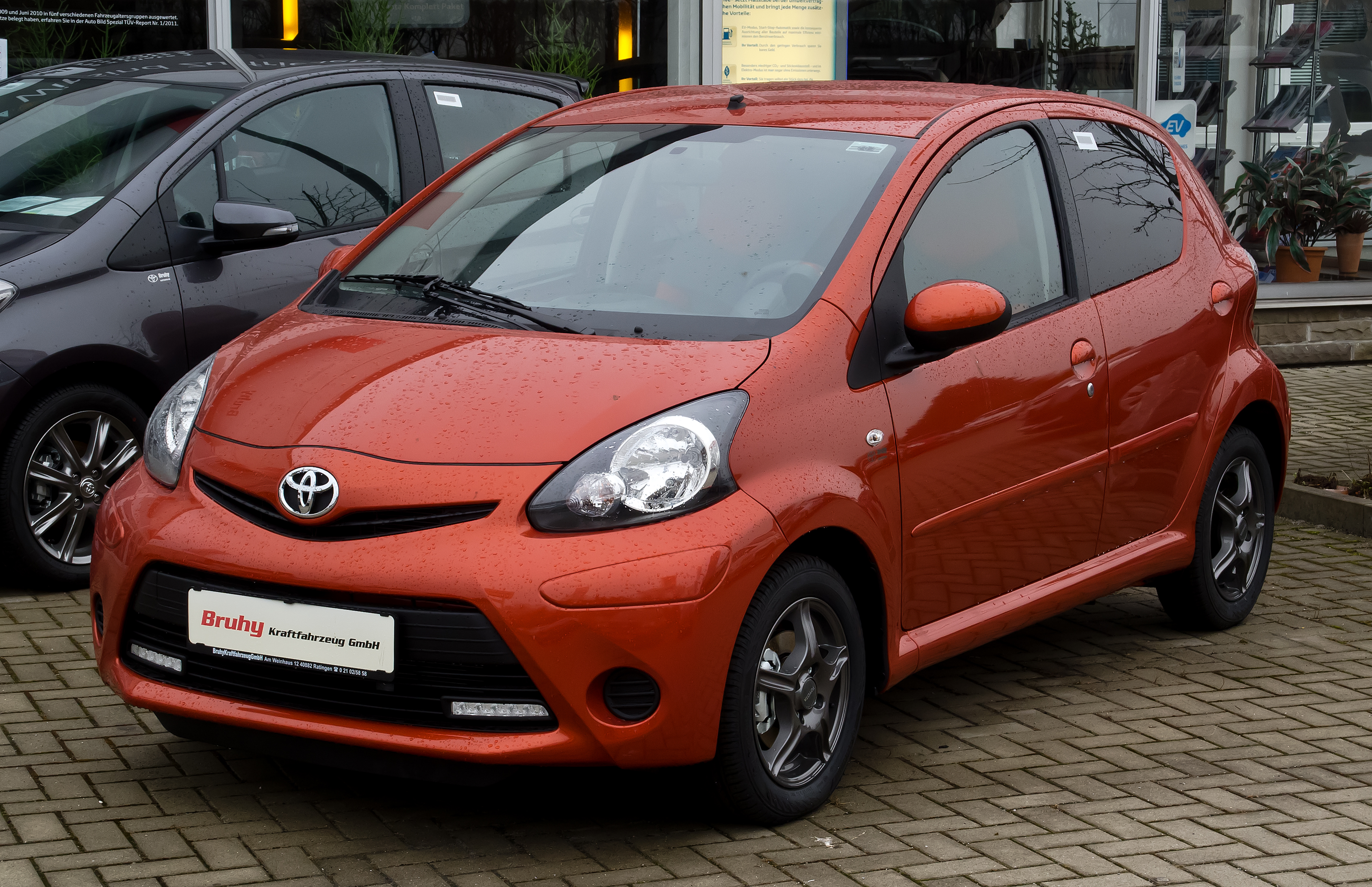
تویوتا آیگو نسل اول، فاز سه
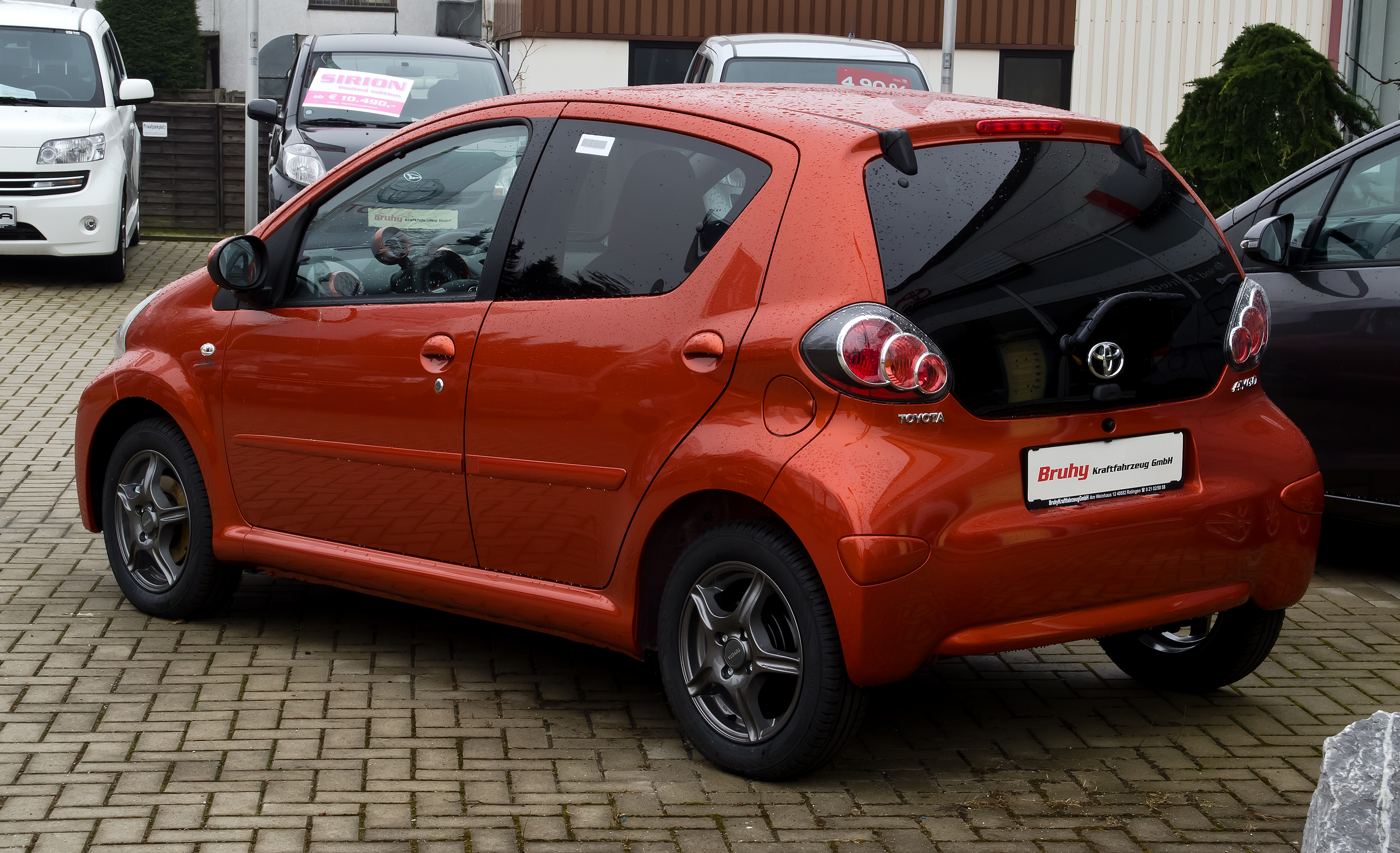
تویوتا آیگو نسل اول، فاز سه
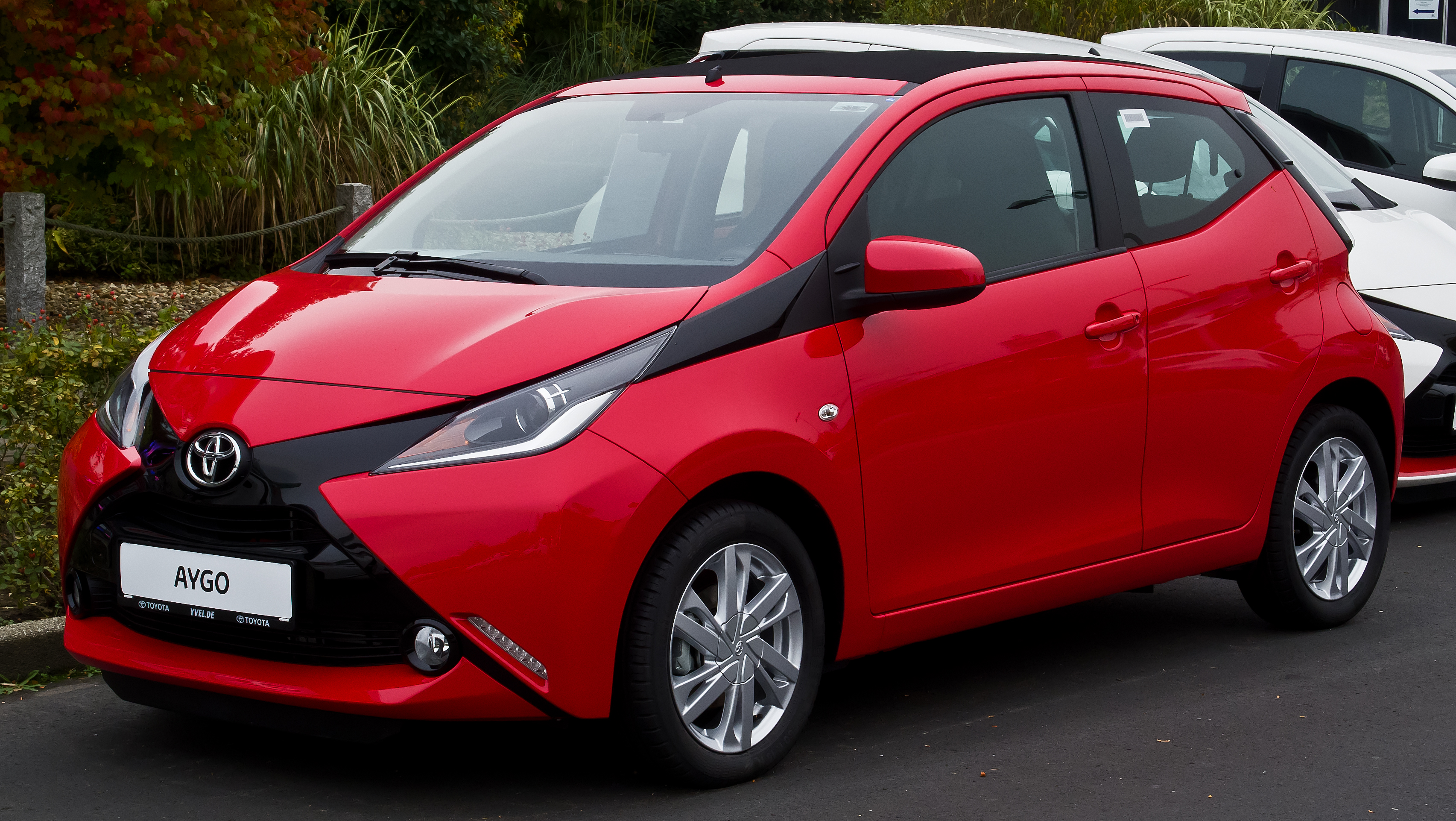
تویوتا آیگو نسل دوم، فاز یک
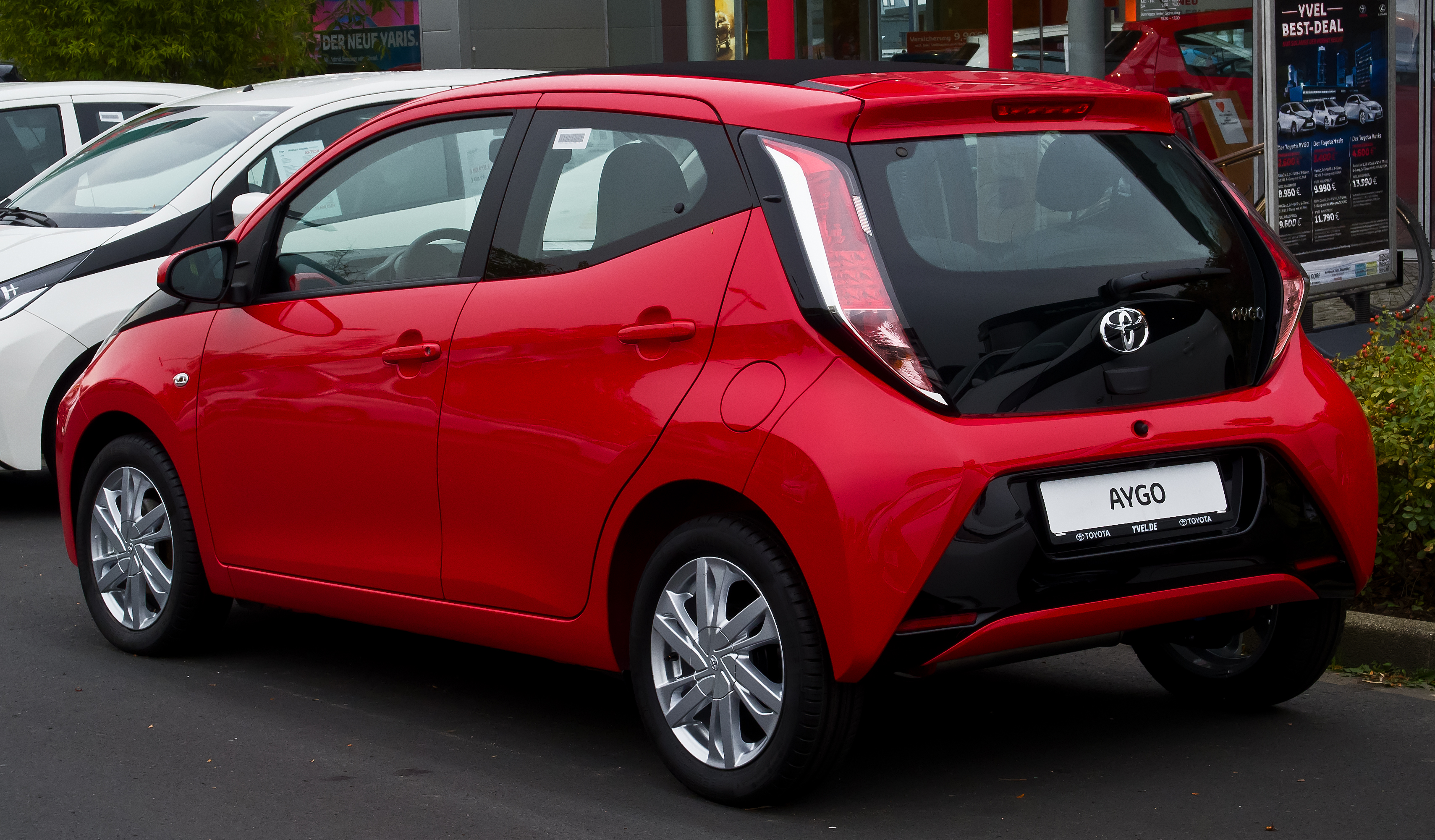
تویوتا آیگو نسل دوم، فاز یک
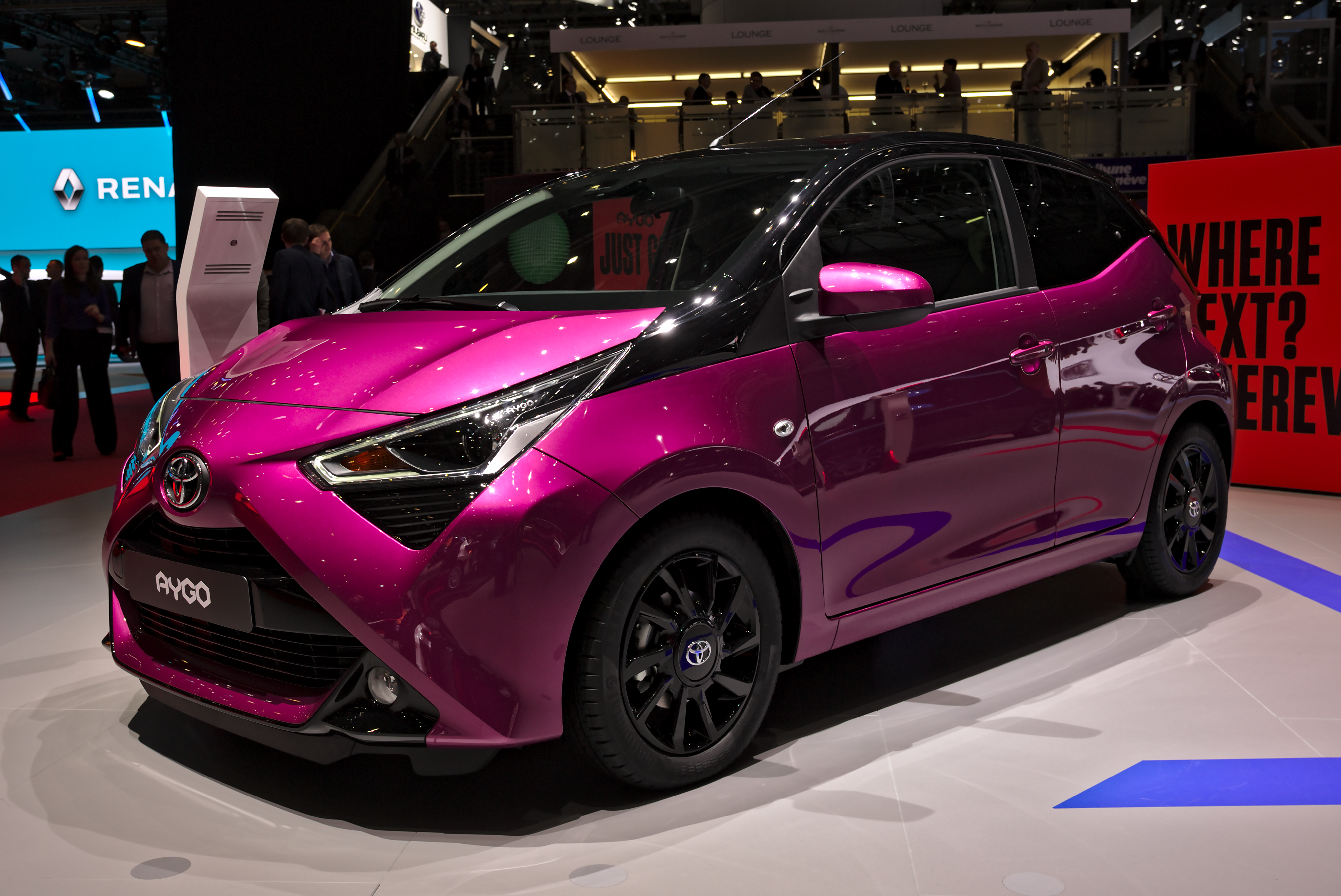
تویوتا آیگو نسل دوم، فاز دو
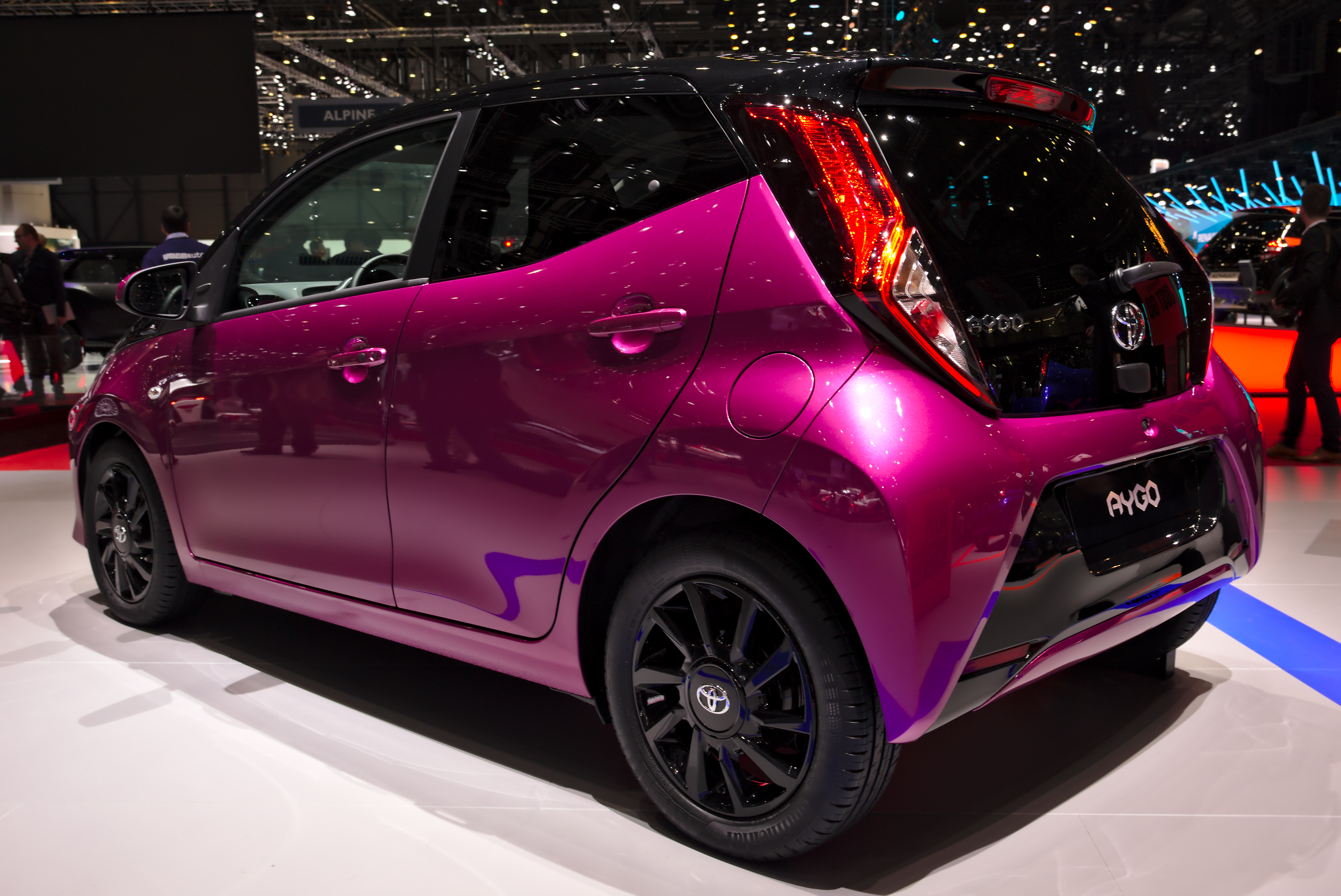
تویوتا آیگو نسل دوم، فاز دو